# Les Conquérants de la vallée sauvage
Pour plus de détails, voir Fiche technique et Distribution.
Les Conquérants de la vallée sauvage (La strada dei giganti) est un film d'aventures italien réalisé par Guido Malatesta et sorti en 1960.
Les critiques ont qualifié le film de combinaison inhabituelle d'un western et d'un film historique « classique ».

## Synopsis
L'intrigue se déroule dans le duché de Parme avant l'unification de l'Italie et montre comment sa souveraine, la duchesse Marie-Louise (Hildegard Knef) tente de construire un chemin de fer. Le protagoniste (Don Megowan) est un ingénieur américain placé à la tête du projet, qui fait face aux intrigues autrichiennes du comte Monza et au sabotage mené par la comtesse Stella von Kruger (Chelo Alonso), une espionne dépêchée par le gouverneur de Milan.

## Fiche technique
- Titre français : Les Conquérants de la vallée sauvage[2]
- Titre original : La strada dei giganti[3],[4],[5]
- Réalisation : Guido Malatesta
- Scénario : Arpad De Riso, Guido Malatesta
- Photographie : Enzo Serafin
- Montage : Gino Talamo
- Musique : Guido Robuschi, Gian Stellari
- Décors : Saverio D'Eugenio
- Production : Roberto Capitani, Luigi Mondello
- Sociétés de production : Tiberius Film
- Format : couleurs par Eastmancolor - 2,35:1 - Son mono - 35 mm
- Pays de production :  Italie
- Langue de tournage : italien
- Genre : film d'aventures
- Durée : 91 minutes
- Dates de sortie : 
  - Italie : 8 avril 1960
  - France : 12 août 1960

## Distribution
- Don Megowan : l'ingénieur Clint Farrell
- Chelo Alonso : Stella von Kruger
- Hildegard Knef : Marie-Louise d'Autriche
- Ivo Garrani : Vincent Micocci
- Dario Michaelis (it) : capitaine Gérard
- Nerio Bernardi : Conrad
- Jole Fierro : Margherita
- Paul Müller : Comte Monza
- Mario Passante (it) : surintendant Clisel
- Daniele Vargas : Neri
- Fedele Gentile (it) : Lasca
- Gloria Milland : Isabella
- Amedeo Trilli : Boni
- Carlo Pisacane : Sambuco
- Renato Tontini : Barabbas
- Gianfranco Pinelli : Napoléon, le nain
- Benito Stefanelli : Quercia, un mineur
- Alfio Caltabiano et Nello Pazzafini : les jumeaux
- Mimmo Poli (it) : Romualdo, l'aubergiste